# ویندمور (پنسیلوانیا)
ویندمور (به انگلیسی: Wyndmoor) یک منطقهٔ مسکونی در ایالات متحده آمریکا است که در پنسیلوانیا واقع شده‌است. ویندمور ۵٬۴۹۸ نفر جمعیت دارد.